# Voyage (álbum)
Este artículo trata del álbum. Para el concierto virtual, véase ABBA Voyage.
Voyage es el noveno álbum de estudio del grupo de pop sueco ABBA, lanzado el 5 de noviembre de 2021 a través de su discográfica Polar. Es el primer álbum de estudio de la banda en poco menos de 40 años, luego de The Visitors, publicado en 1981 y posterior disolución de la banda en 1982.
El álbum fue anunciado el 2 de septiembre de 2021 en una transmisión en vivo de YouTube. ABBA anunció en 2018 que habían grabado dos canciones, "I Still Have Faith in You" y "Don't Shut Me Down", que se anunciaron como los sencillos principales del álbum en la transmisión en vivo. El grupo también anunció el concierto digital «ABBA Voyage» que contará con avatares digitales de los miembros originales de la banda, además de contar con una banda de 10 integrantes. Se espera que la gira comience el 27 de mayo de 2022, en el Parque Olímpico Reina Isabel de Londres.
Un sitio web, abbavoyage.com, fue estrenado el 26 de agosto de 2021; otras actividades publicitarias también se han llevado a cabo como la ubicación de vallas publicitarias en Londres, así como la creación de nuevas cuentas de redes sociales tituladas "ABBA Voyage" para promover el espectáculo.
El álbum cuenta con 10 canciones, una de las cuales, "Just a Notion" se incluyó anteriormente como parte del popurrí de canciones "ABBA Undeleted" que es parte de la caja recopilatoria «Thank You for the Music» lanzada en 1994.
En su primera semana el álbum ha recibido críticas mixtas, pero también de una amplia aceptación por parte del público. Llegó al primer lugar en las listas británicas, convirtiéndose en su décimo disco en llegar a esa posición en ese país.

## Producción

### Antecedentes
El 6 de junio de 2016, los miembros originales de ABBA se reunieron después de su disolución en 1982, cantando "The Way Old Friends Do" en una fiesta privada en Estocolmo. Dos años después, en abril de 2018, anunciaron que habían grabado dos canciones nuevas, "I Still Have Faith in You" y "Don't Shut Me Down".
Las canciones estaban destinadas inicialmente a ser parte de un especial de televisión producido por NBC y la BBC, pero esto se cambió más tarde a la gira "ABBAtar", que había sido anunciada meses antes.

## Promoción
ABC informó que comercialmente hablando el álbum está generando tal impacto que es espera que se convierta en un éxito de ventas durante la época navideña del 2021-2022, dado que el anuncio de su distribución generó un impacto mediático importante. Así mismo, las entradas para el primer show de ABBA Voyage ya superan las 120.000 unidas vendidas, siendo estas preventas para mayo de 2022.

### ABBAtars
Los avatares digitales de la banda que aparecerán durante el concierto, apodados "ABBAtars", se anunciaron por primera vez en septiembre de 2017, con Benny Andersson diciendo que tomaría tiempo recrear digitalmente sus rostros, mientras que Björn Ulvaeus señaló que estaba emocionado por cómo la tecnología ha avanzado. La gira estaba originalmente programada para 2019, pero debido a retrasos técnicos y la pandemia de COVID-19, se retrasó hasta 2022.
Los ABBAtars utilizan la misma tecnología del pseudoholograma utilizada con Tupac Shakur de 2012, siendo estos avatares 3D acompañados de una banda en vivo. Los propios miembros han tenido que vestir trajes de captura de movimiento para los avatares, con el trabajo gráfico y digital realizado por Industrial Light & Magic.

## Crítica y recepción
El álbum recibió una acogida positiva por parte de los fanáticos del grupo, pero dividió a la crítica especializada. Por un lado Rob Shelfield de Rolling Stone le dio 4 estrellas y afirmó que "valió la espera 40 años", mientras que otros como NME y The Guardian despedazaron el disco; este último medio parafraseó la famosa canción del grupo con la afirmación "Not Thank You for the Music".
Respecto a sus ventas, el álbum llegó al primer lugar en las listas británicas y en otros países como Austria, Australia, Suecia, etc.

## Lista de canciones
Todas las canciones escritas y compuestas por Benny Andersson y Björn Ulvaeus. 
| Voyage |                             |          |  |
| N.º    | Título                      | Duración |  |
| 1.     | «I Still Have Faith in You» | 5:09     |  |
| 2.     | «When You Danced with Me»   | 2:50     |  |
| 3.     | «Little Things»             | 3:08     |  |
| 4.     | «Don't Shut Me Down»        | 3:56     |  |
| 5.     | «Just a Notion»             | 3:31     |  |
| 6.     | «I Can Be That Woman»       | 4:01     |  |
| 7.     | «Keep an Eye on Dan»        | 4:05     |  |
| 8.     | «Bumblebee»                 | 3:57     |  |
| 9.     | «No Doubt About It»         | 2:56     |  |
| 10.    | «Ode to Freedom»            | 3:32     |  |